# Claude Bolling
Claude Bolling (Cannes, 10 de abril de 1930-Saint-Cloud, 29 de diciembre de 2020) fue un reconocido pianista, compositor, arreglista y actor francés.

## Biografía
Nació en Cannes, estudió en el Conservatorio de Niza, luego en París. Era un niño prodigio: a los 14 años ya tocaba jazz profesionalmente, con Lionel Hampton, Roy Eldridge y Kenny Clarke.
Compuso obras para más de cien películas, la mayoría de ellas francesas, entre ellas, un documental sobre el Festival de Cine de Cannes, la película Borsalino (1970), y California Suite (1979).
Bolling también es conocido por una serie de colaboraciones con intérpretes de música clásica. Su Suite para Flauta y Piano Trio Jazz con Jean-Pierre Rampal, una inteligente y encantadora combinación de la elegancia barroca con el swing moderno, ha sido una de las obras más vendidas durante años, y fue seguida por otros trabajos semejantes. Fue particularmente popular en los Estados Unidos, y fue un éxito incluso hasta dos años después de su lanzamiento.
Luego de su trabajo con Rampal, Bolling trabajó con músicos de distintos géneros, entre ellos Alexandre Lagoya, Pinchas Zukerman, Maurice André, y Yo-Yo Ma. También participó en tributos a Lionel Hampton, Duke Ellington, Stéphane Grappelli, Django Reinhardt, Oscar Peterson.
Falleció el martes 29 de diciembre de 2020 a los 90 años, a causa de diversos padecimientos en un hospital de Saint-Cloud, al oeste de París.

## Trabajos
- Claude Bolling Plays Duke Ellington (1959)
- Cat Anderson, Claude Bolling And Co. (1965)
- Original Ragtime (1966)
- Original Boogie Woogie (1968)
- Original Piano Blues (1969)
- Original Jazz Classics (1970)
- Original Piano Greats (1972)
- Swing Session (1973)
- Jazz Party (1975)
- Suite for Violin and Jazz Piano (1975)
- With the Help of My Friends (1975)
- Keep Swingin' Volume 4 (1975)
- Suite for Flute and Jazz Piano (1975)
- Hot Sounds (1976)
- Concerto for Guitar and Jazz Piano Trio (1975)
- Concerto for Violin and Jazz Piano Trio (1977)
- Jazz Gala 79 (1979)
- Just For Fun (1980)
- Picnic Suite (1980)
- Toot Suite (1981)
- Claude Bolling (1981)
- Suite for Chamber Orchestra and Jazz Piano Trio (1983)
- Suite for Cello and Jazz Piano Trio (1984)
- Jazz a la Francaise (1984)
- Live at the Meridien (1985)
- Suite No. 2 for Flute and Jazz Piano Trio (1987)
- Nuances (1988)
- Sonatas for Two Pianos (1989)
- Cross Over U.S.A. (1993)
- Enchanting Versailles - Strictly Classical (1994)
- A Drum is a Woman (1997)
- Tribute To The Piano Greats (2003)